# Bahnhof Immendingen
Der Bahnhof Immendingen ist ein Abzweigbahnhof, an dem die Bahnstrecke Plochingen–Immendingen in die Schwarzwaldbahn von Offenburg nach Konstanz einmündet. Außerdem ist Immendingen Ausgangspunkt für die Züge der im benachbarten Bahnhof Hintschingen abzweigenden Wutachtalbahn über Blumberg nach Waldshut; der Abschnitt bis Blumberg wird seit 2004 als Teil des Ringzug-Konzeptes wieder regelmäßig im Personenverkehr bedient. Bis zum Bau der Verbindungskurve Tuttlingen–Hattingen im Jahr 1934 war Immendingen zudem Endpunkt der Züge aus Richtung Stuttgart.

## Geschichte
Am 15. Juni 1868 eröffneten die Badischen Staatseisenbahnen den Abschnitt der Schwarzwaldbahn zwischen Engen und Donaueschingen. Immendingen erhielt damit seinen Eisenbahnzugang. Drei Jahre später weihten die Königlich Württembergischen Staats-Eisenbahnen mit der 9,7 Kilometer langen Strecke Tuttlingen–Immendingen am 26. Juli 1870 das letzte Stück ihrer damals so genannten Oberen Neckarbahn ein, damit bestand eine durchgehende Verbindung von Immendingen über Tübingen nach Stuttgart. Immendingen wurde Grenzbahnhof zwischen Baden und Württemberg. Erst 1873 stellte Baden die letzten Abschnitte der Schwarzwaldbahn fertig. Zusätzliche Bedeutung erhielt er durch die im zehn Kilometer entfernten Tuttlingen abzweigende, am 26. November 1890 in Betrieb genommene Bahnstrecke Tuttlingen–Inzigkofen. Als vorletzte Strecke des Bahnknotens Immendingen war am 20. Mai 1890 die aus strategischen Gründen erbaute, im benachbarten Bahnhof von Hintschingen abzweigende Wutachtalbahn in Betrieb genommen worden, deren Züge in der Regel bis bzw. ab Immendingen fuhren. Seitdem war der Bahnhof Immendingen einer der wichtigsten Eisenbahnknotenpunkte zwischen Offenburg und Konstanz. Züge zwischen Stuttgart und Zürich mussten hier Kopf machen und die Fahrtrichtung wechseln, zugleich gingen sie von den württembergischen auf die badischen Bahnen über. Der Bahnhof erhielt daher eine Lokomotivstation der Königlich Württembergischen Staats-Eisenbahnen, auch für badische Lokomotiven entstanden Behandlungsanlagen.
An der Funktion des Bahnhofs änderte sich zunächst auch nach dem Übergang des Betriebs von den beiden Länderbahnen an die neugegründete Deutsche Reichsbahn im Jahr 1920 nichts. Erst die Fertigstellung der direkten Verbindung zwischen Tuttlingen und Hattingen (Baden) am 15. Mai 1934 reduzierte die Bedeutung des Bahnknotens Immendingen erheblich. Die Schnellzüge zwischen Stuttgart und Zürich umgingen Immendingen seitdem auf der Neubaustrecke. Der zum Bahnbetriebswerk Singen gehörende Lokbahnhof Immendingen verlor damit ebenfalls an Bedeutung, auch wenn er während des Zweiten Weltkriegs vorübergehend zum Bahnbetriebswerk hochgestuft wurde.
Der Eisenbahnknotenpunkt bildete über Jahrzehnte das wirtschaftliche Rückgrat der Gemeinde Immendingen und gab für den wirtschaftlichen Aufschwung der Gemeinde wesentliche Impulse. Die Arbeitsplätze verteilten sich auf den Bahnhof, die Bahnmeisterei und auf auswärtige Dienststellen. Als Höchststand belief sich der Anteil der Eisenbahner mit ihren Familienangehörigen einschließlich der Rentner und Pensionäre auf annähernd 50 % der gesamten Wohnbevölkerung Immendingens.

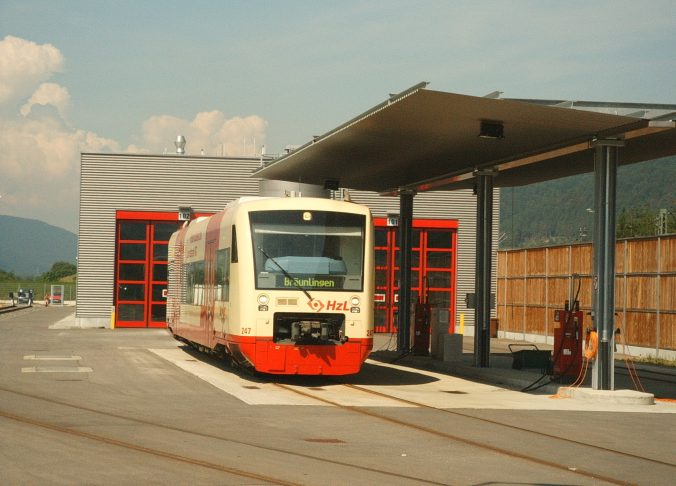
Ringzug-Bahnbetriebswerk der HzL in Immendingen

Im Jahr 2003 wurde der Streckenabschnitt zwischen Immendingen und Fridingen in das Ringzug-Konzept integriert. Seit 2004 befindet sich in Immendingen eine Betriebswerkstätte der Hohenzollerischen Landesbahn AG (HzL), in der die Triebwagen des Ringzuges gewartet werden und Ausbildungsunterricht für neue Lokführer stattfindet. 2014 ließ die Bahn das Immendinger Bahnhofsgebäude versteigern. Es befindet sich nun in Privatbesitz.

## Anlagen
Ursprünglich befand sich beim Bahnhof ein badisches Maschinenhaus mit Aufenthaltsraum, Drehscheibe, Kohlenkran und Lager, ferner ein württembergisches Verwaltungs- und Maschinenhaus, ebenfalls mit handbetriebener Drehscheibe. Mit der im Jahr 1926 an der Gemarkungsgrenze Zimmern installierten elektrisch betriebenen Drehscheibe konnten die bisherigen Einrichtungen außer Betrieb genommen werden. Der Bau einer neuen Lokhalle anstelle der 1937/38 abgebrochenen Gebäude verzögerte sich bis zum Jahr 1941/42. Die größte Halle mit sieben Einfahrten am Westende des Bahnhofs wurde zusammen mit einem Übernachtungsgebäude für das Fahrpersonal auf Gemarkung Zimmern mit den notwendigen Anlagen erstellt. Von 1946 bis 1953 diente die Lokhalle als Betriebswagenwerk.
Für den Betrieb des Ringzuges hat dessen Betreiber, die Hohenzollerische Landesbahn, in Immendingen ein Bahnbetriebswerk mit zahlreichen neuen Arbeitsplätzen errichtet, in dem inzwischen auch die Seehäsle-Züge der Strecke Radolfzell–Stockach gewartet werden.

## Verkehr

### Bahnverkehr
Im Nahverkehr bestehen Direktverbindungen bis Ulm, Konstanz und Karlsruhe. Durch das Intercity-Zugpaar „Schwarzwald“ (ehemals „Bodensee“) der Linie 35 zwischen Emden und Konstanz ist Immendingen auch an das Fernverkehrsnetz der Deutschen Bahn angebunden, allerdings wird nur in Richtung Konstanz in Immendingen gehalten. Das Intercity-Zugpaar „Schwarzwald“ von Hamburg nach Konstanz wurde im Dezember 2014 wegen zu geringer Nutzung eingestellt. In Summe wird Immendingen wie folgt bedient:
| Linie | Strecke | Frequenz                                             | Betreiber      |
| ----- | --- | ---------------------------------------------------- | -------------- |
| IC 35 | Norddeich Mole – Emden Hbf – Münster (Westf) Hbf – Duisburg – Köln – Bonn – Koblenz – Mannheim – Karlsruhe – Offenburg – Villingen (Schwarzw) – Immendingen – Singen (Hohentwiel) – Konstanz | ein Zugpaar am Wochenende (nur in Richtung Konstanz) | DB Fernverkehr |
| RE 2  | Karlsruhe – Baden-Baden – Achern – Offenburg – Villingen (Schwarzw) – Donaueschingen – Immendingen – Singen (Hohentwiel) – Konstanz                                                          | Stundentakt                                          | DB Regio       |
| RE 55 | (Triberg –) Villingen (Schwarzw) – Donaueschingen – Immendingen – Tuttlingen – Sigmaringen – Riedlingen – Schelklingen – Ulm                                                                 | Stundentakt (mit Taktlücken)                         | DB Regio       |
| RB 43 | Bräunlingen – Donaueschingen – Villingen (Schwarzw) – Schwenningen (Neckar) – Trossingen Bahnhof – Rottweil – Spaichingen – Tuttlingen – Immendingen – Blumberg-Zollhaus                     | 060 min (Mo–Fr) 120 min (Sa+So)                      | SWEG           |

### Busverkehr
Dem Bahnhof angegliedert ist ein kleiner Busbahnhof mit vier Bussteigen, an welchem die Linien 405, 410, 420, 430 und 450 halten und den Bahnhof Immendingen mit Geisingen, Möhringen, Ippingen, Hattingen und Mauenheim verbinden.

## Weitere Bahnhöfe und Haltepunkte in Immendingen
Neben dem Bahnhof verfügt Immendingen über die Haltepunkte Immendingen Mitte und Immendingen Zimmern, welche beide ausschließlich vom Ringzug angefahren werden. Außerdem liegt der Betriebsbahnhof Hattingen (Baden) auf Immendinger Gemarkung.